# Arvika landskommun
Arvika landskommun var en tidigare kommun i Värmlands län.

## Administrativ historik
Kommunen inrättades i Arvika socken i Jösse härad i Värmland när 1862 års kommunalförordningar trädde i kraft den 1 januari 1863. Arvika köping hade samtidigt bildats utanför landskommunen och ombildades 1911 till Arvika stad.
Inom landskommunen inrättades 29 augusti 1913 municipalsamhället Haga municipalsamhälle vilket upplöstes 1921 då det samhället med andra delar av landskommunen överfördes till Arvika stad.
Återstoden av landskommunen inkorporerades sedan med staden 1944. Arvika stad ombildades 1971 till Arvika kommun.

## Politik

### Mandatfördelning i valen 1938-1942
| 3 | 11 |  | 6 | 4 |

| 25 |

| 5 | 12 | 8 |

| 23 |